# St Patrick's Street (Cork)

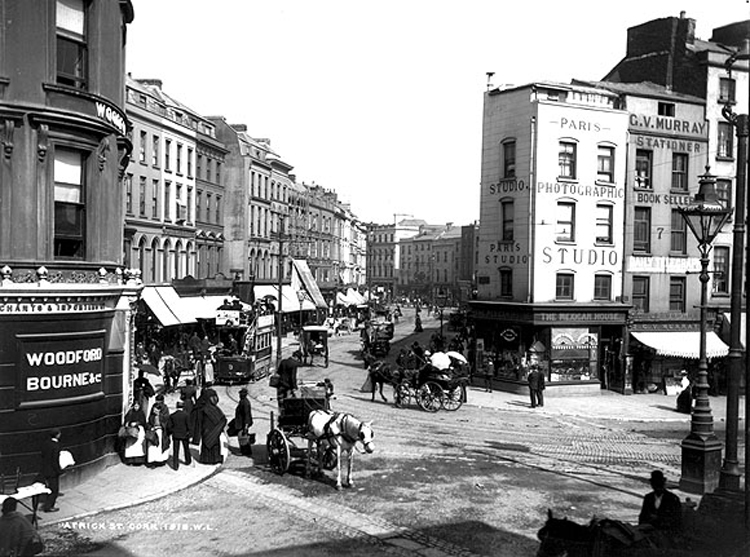
Vista de St. La calle de Patrick desde la plaza Daunt (circa 1890)

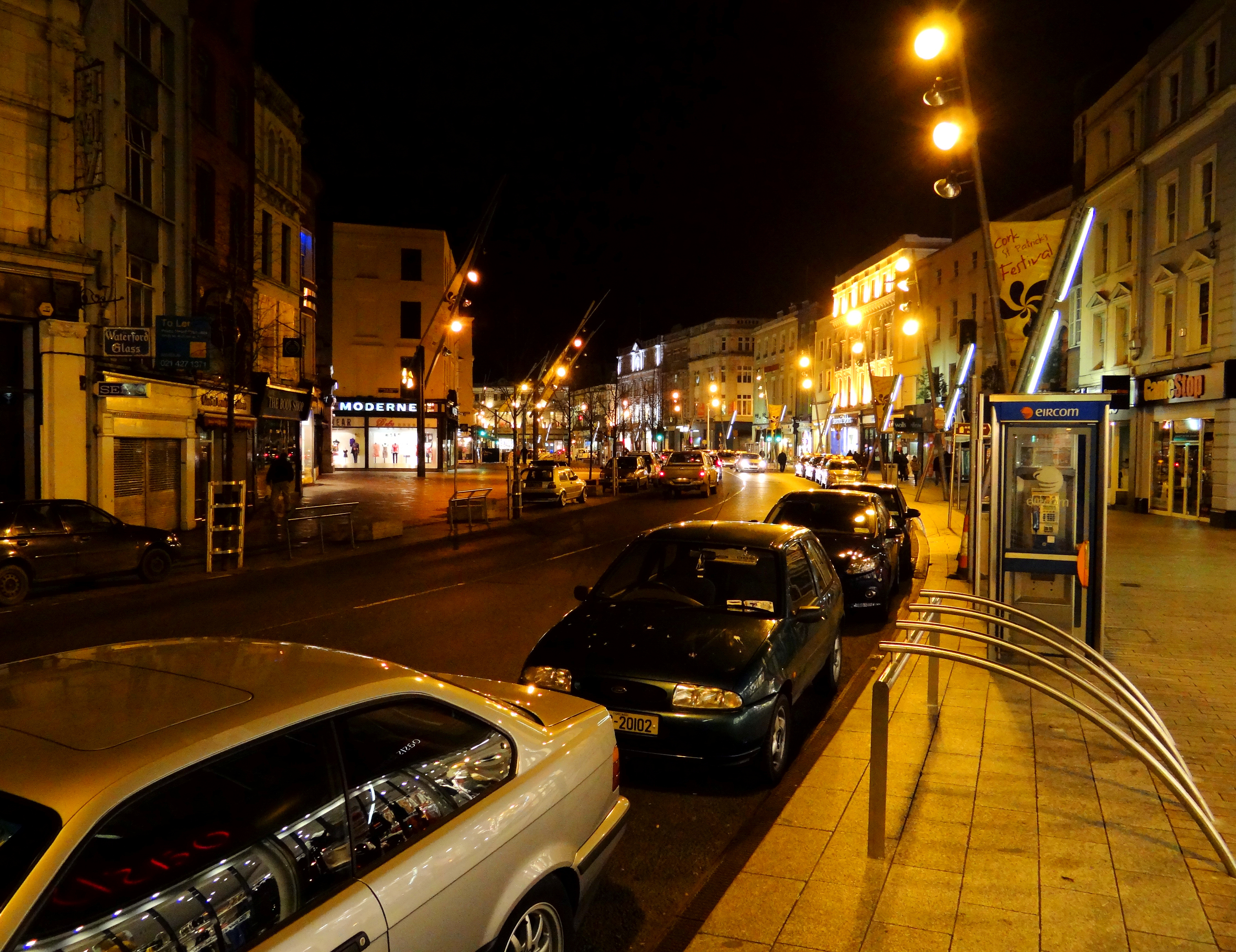
Vista nocturna de la calle de St Patrick desde Princess Street hacia el Este, 2012

La calle de Sant Patrick (en irlandés: Sráid Naomh Pádraig) 
es la principal calle comercial de la ciudad de Cork en el del sur de Irlanda. Desde su rediseño en 2004, ha ganado dos veces el premio a la mejor calle comercial de Irlanda.
La Calle de St Patrick es conocida por los habitantes de Cork como "Pana".

## Ubicación
La Calle de Sant Patrick efectúa una curva desde el muelle de Sant Patrick hasta la plaza de Daunt, donde se cruza con la calle de Grand Parade. La calle se construyó en curva debido a su ubicación sobre un brazo del Río Lee.

## Historia
Los orígenes de esta calle se remontan al siglo XVIII, un momento en el que la ciudad comenzó a expandirse más allá de los muros del casco antiguo, cuyo centro se encontraba entre las calles "South Main street" & "North Main street". Durante la década de 1780 muchas de las calles que ahora forman el centro de ciudad de Cork eran entonces conexiones entre los canales que separaban las distintas islas del río Lee.
Partes de esta calle fueron seriamente dañadas durante la Guerra de la Independencia Irlandesa, durante un acontecimiento conocido como "la quema de Cork".
De 1898 a 1931, la calle recibía servicios de la compañía Cork Electric Tramways and Lighting Company.

## Negocios e hitos
Esta calle alberga varios puntos de venta de compañías como Brown Thomas, Dunnes Stores, Debenhams (anteriormente conocido como Roches Stores), Marks & Spencer y Penneys.
Un monumento a Fr. Theobald Mathew, se alza en el extremo norte de la calle, frente al puente de St. Patrick sobre el Río Lee.